# Look Who's Back (phim)
Look Who's Back (tiếng Đức: Er ist wieder da, phát âm [ˈeːɐ̯ ʔɪst ˈviːdɐ daː], dịch "Ông ta đã trở lại", tiếng Việt: Xem ai trở về này) là một bộ phim hài đen châm biếm của Đức, được sản xuất vào năm 2015 với David Wnendt là đạo diễn, bộ phim dựa trên cuốn tiểu thuyết cùng tên năm 2012 của Timur Vermes. Bộ phim có những tình tiết không có kịch bản về diễn viên Oliver Masucci trong vai Adolf Hitler tương tác với những người Đức bình thường, xen kẽ với cốt truyện có kịch bản. Bộ phim đã được liệt kê là một trong tám bộ phim có thể được Đức đề cử cho phim quốc tế xuất sắc nhất tại lễ trao giải Oscar lần thứ 89, nhưng không được chọn.

## Nội dung
Vào năm 2014, Adolf Hitler tỉnh dậy trong một công viên ở Berlin, nơi Führerbunker của ông từng tọa lạc ở đó. Mất phương hướng, ông đi lang thang khắp thành phố, cố gắng giải thích các tình huống thời hiện đại từ góc nhìn thời chiến tranh. Bị nhầm là kẻ mạo danh, Hitler gặp phải một diễn viên kịch câm và một người mẹ trẻ đang sợ hãi và xịt hơi cay vào ông ta. Ông ngất xỉu sau khi đọc một tờ báo ghi rằng hiện tại là năm 2014.
Trong khi đó, Fabian Sawatzki, một nhà làm phim vừa bị MyTV sa thải, phát hiện ra Hitler trong đoạn phim tài liệu của anh ta. Với hy vọng lấy lại được công việc của mình, Sawatzki bắt tay vào công việc tìm kiếm Hitler. Khi Hitler thức dậy trong một ki ốt bán báo, ông đọc về một nước Đức đã thay đổi và than thở về việc mất đi tầm nhìn của mình. Tin rằng số phận có mục đích dành cho mình, Hitler quyết định tiếp tục công việc của mình.
Sawatzki đề xuất quay phim Hitler cho YouTube và họ bắt đầu cuộc hành trình xuyên nước Đức. Hitler tương tác với những người Đức bình thường, hứa sẽ giải quyết vấn đề của họ, đồng thời bày tỏ thái độ coi thường những người mà ông ta không ưa. Ý tưởng về một đoạn phim lấy động vật làm trung tâm của Sawatzki đã kết thúc đột ngột khi Hitler bắn chết một con chó, dẫn đến một sự phẫn nộ. Tuy nhiên, video của họ vẫn đạt được hàng triệu lượt xem khi họ quay lại Berlin.
Sawatzki giới thiệu Hitler và ý tưởng chương trình của ông ta với các giám đốc điều hành MyTV, bao gồm cả chủ tịch mới, Katja Bellini. Hitler tìm hiểu về Internet và chuẩn bị tái tham gia con đường chính trị. Khi lên sóng, ông trình bày những kế hoạch cũ của mình về một nhà nước đồng nhất về mặt sắc tộc, vô tình trở thành một bộ phim hài ăn khách. Tuy nhiên, khi đoạn phim chưa được chỉnh sửa quay cảnh Hitler bắn chết con chó được phát sóng, sự nghiệp của họ đã bị hủy hoại và Christoph Sensenbrink, người chịu trách nhiệm điều hành, được thăng chức.
Với sự giúp đỡ của Bellini và Sawatzki, Hitler xuất bản cuốn sách bán chạy nhất có tựa đề "Er Ist Wieder Da" về cuộc sống mới của mình. Sawatzki chuyển thể cuốn sách thành phim nhưng không có Hitler, khiến xếp hạng của MyTV giảm mạnh. Trong cơn tức giận, Sensenbrink thuê Hitler để cứu công ty.
Trong quá trình quay phim, Hitler bị tấn công bởi những kẻ theo chủ nghĩa Tân quốc xã, những kẻ đã nhầm ông là kẻ mạo danh chế nhạo. Ông nhập viện, tin tức đã tạo ra sự đồng cảm và sự nổi tiếng của Hitler tăng vọt. Sawatzki xem lại đoạn phim của mình và chợt thấy Hitler xuất hiện từ một quả cầu năng lượng, khi đó anh đã nhận ra rằng Hitler mà anh gặp chính là người thật. Anh đã đối mặt với Hitler trên sân thượng, sau đó bắn chết Hitler, nhưng đó chỉ là một cảnh phim, trong khi đó Sawatzki đã bị đưa vào bệnh viện tâm thần.
Khi bộ phim của Hitler kết thúc, ông ta cảm nhận được rằng mình đã trở lại con đường chính trị. Nổi tiếng hơn bao giờ hết, ông nhìn thấy hy vọng ở những người Đức theo chủ nghĩa dân tộc về việc ông trở lại nắm quyền. Bộ phim kết thúc với phần lồng tiếng của Hitler "Tôi có thể làm việc với cái này." khi ông và Bellini ngồi trên ô tô giữa những hình ảnh về các cuộc biểu tình theo chủ nghĩa dân tộc.

## Phân vai
- Oliver Masucci trong vai Adolf Hitler
- Fabian Busch trong vai Fabian Sawatzki
- Katja Riemann trong vai Katja Bellini
- Christoph Maria Herbst trong vai Christoph Sensenbrink
- Franziska Wulf trong vai Franziska Krömeier
- Michael Kessler trong vai Michael Witzigmann
- Thomas Thieme trong vai Kärrner, ông chủ đài truyền hình
- Michael Ostrowski trong vai Rico Mancello
- Lars Rudolph trong vai chủ ki ốt
- Ramona Kunze-Libnow trong vai mẹ của Sawatzki
- Gudrun Ritter trong vai Bà Krömeier
- Stephan Grossmann trong vai công tố viên Göttlicher

Đóng vai các khách mời (các nhân vật truyền hình và internet ở Đức): Klaas Heufer-Umlauf, Joko Winterscheidt, Frank Plasberg, Daniel Aminati, Jörg Thadeusz, Roberto Blanco, Micaela Schäfer, Dagi Bee, Freshtorge, Robert Hofmann, Joyce Ilg, Andrea Nahles, Nina Proll.

## Doanh thu phòng vé
Đây là một bộ phim thành công về doanh thu phòng vé, đạt vị trí số một tại Đức trong tuần thứ ba ra mắt công chúng.

## Bản làm lại
Bộ phim được làm lại ở Ý với tên gọi là Sono Tornato (Tôi đã trở lại). Cốt truyện bám sát bộ phim Đức gốc ngoại trừ việc Benito Mussolini chứ không phải Hitler đã xuất hiện trở lại một cách kỳ diệu ở thế kỷ 21.